# Caen
Caen (izgovor: [kɑ̃], slično kao Cannes) grad je u francuskoj pokrajini Donjoj Normandiji, udaljen 10 km od La Manchea, s kojim ga povezuje Canal de Caen à la Mer, kanal izgrađen u vrijeme Napoleona III. Kroz grad protječe rijeka Orne.
Grad je sjedište (prefektura) departmana Calvados i glavni grad Donje Normandije. Poznat je po svojim povijesnim spomenicima iz razdoblja Vilima I. Osvajača. Veći dio grada uništen je tijekom žestokih borbi u sklopu Bitke za Normandiju 1944.

## Obrazovanje
- École de management de Normandie

## Ugovori o partnerstvu
Caen ima ugovore o partnerstvu sa sljedećim gradovima:
- Pernik, Bugarska
- Nashville, Tennessee, SAD[1]
- Alexandria, Virginia, SAD
- Coventry, Ujedinjeno Kraljevstvo
- Portsmouth, Ujedinjeno Kraljevstvo
- Würzburg, Njemačka
- Thiès, Senegal

## Vanjske poveznice
- Službena stranica  Arhivirana inačica izvorne stranice od 6. studenoga 2008. (Wayback Machine) (fr.)

### Ostali projekti
|  | Zajednički poslužitelj ima još gradiva o temi Caen |